# 지혈
지혈(止血, hemostasis)은 출혈을 멈추게 하는 과정으로, 손상된 혈관 내의 혈액을 유지시키는 것을 말한다. 지혈법(止血法)이라고도 하며, 지혈의 반의어는 출혈이다. 지혈을 위해 사용하는 솜은 지혈면(止血綿)이라고 하며, 지혈을 위한 약제는 지혈제로 부른다. 지혈은 상처 치료의 제1단계이다.

## 응급의학
의사와 의료 수행자들 사이에는 큰 부상을 입었을 때의 상황 대처를 어떻게 할 것인지, 지혈의 대상은 누구인지에 대한 토론이 지속되고 있다. 대형 상해를 입어 극심한 혈액 손실이 발생할 경우 지혈제만으로는 효과적이지 않을 수 있다. 의료인들은 만성적인 상태의 환자를 보조하기 위한 최선책이 무엇인지 논의를 계속하고 있으나, 적은 출혈의 상해의 경우 지혈제가 주된 도구라는 것에는 이견이 없다.
응급 치료에 사용되는 몇 가지 주된 종류는 다음과 같다:
- 화학/국소적 약제
- 직접 압박 / 압박 드레싱
- 봉합 및 단단히 묶기
- 젤라틴 스폰지

## 연구
지혈의 수행에 관한 연구는 현재 상당히 진척되어 있다. 최근의 연구는 지혈의 유전적 요인에 기반을 두며 자연 프로세스의 지혈을 변화시키는 유전성 질환의 병인을 어떻게 줄이도록 변경할 수 있는지에 대해 다룬다.

## 같이 보기
- 출혈
- 지혈제
- 지혈대